# Hubertus Schmidt
Hubertus Schmidt (Haaren, 8 oktober 1959) is een Duitse ruiter, die gespecialiseerd is in dressuur. Schmidt behaalde tijdens de Olympische Zomerspelen 2004 de vijfde plaats individueel en de gouden medaille in de landenwedstrijd. Twee jaar later tijdens de Wereldruiterspelen 2006 behaalde Schmidt de dertiende plaats individueel en de wereldtitel in de landenwedstrijd.
Schmidt bezit een stoeterij, genaamd Fleyenhof bij Etteln, gemeente Borchen, ten zuiden van Paderborn, waar warmbloed-paarden voor de paardensport gefokt worden.

## Resultaten
- Olympische Zomerspelen 2004 in Athene 5e individueel dressuur met Wansuela Suerte
- Olympische Zomerspelen 2004 in Athene  landenwedstrijd dressuur met Wansuela Suerte
- Wereldruiterspelen 2006 in Aken 13e individueel dressuur met Wansuela Suerte
- Wereldruiterspelen 2006 in Aken  landenwedstrijd dressuur met Wansuela Suerte

1928: von Langen, Linkenbach, Lotzbeck ·
1932: Lesage, Marion, Jousseaume ·
1936: Pollay, Gerhard, Oppeln-Bronikowski ·
1948: Jousseaume, Saint-Fort Paillard, Buret ·
1952: Saint Cyr, Boltenstern, Persson ·
1956: Saint Cyr, Boltenstern, Persson ·
1964: Boldt, Klimke, Neckermann ·
1968: Neckermann, Klimke, Linsenhoff ·
1972: Petoesjkova, Kizimov, Kalita ·
1976: Boldt, Klimke, Grillo ·
1980: Kovsjov, Oegrjoemov, Misevitsj ·
1984: Klimke, Sauer, Krug ·
1988: Klimke, Linsenhoff, Theodorescu, Uphoff ·
1992: Balkenhol, Uphoff, Theodorescu, Werth ·
1996: Balkenhol, Schaudt, Theodorescu, Werth ·
2000: Werth, Capellmann, Salzgeber, Simons-de Ridder ·
2004: Kemmer, Schmidt, Schaudt, Salzgeber ·
2008: Kemmer, Capellmann, Werth ·
2012: Hester, Bechtolsheimer, Dujardin ·
2016: Rothenberger, Schneider, Bröring-Sprehe, Werth ·
2020: von Bredow-Werndl, Schneider, Werth ·
2024: Wandres, von Bredow-Werndl, Werth